# Biserica de lemn din Vădurele

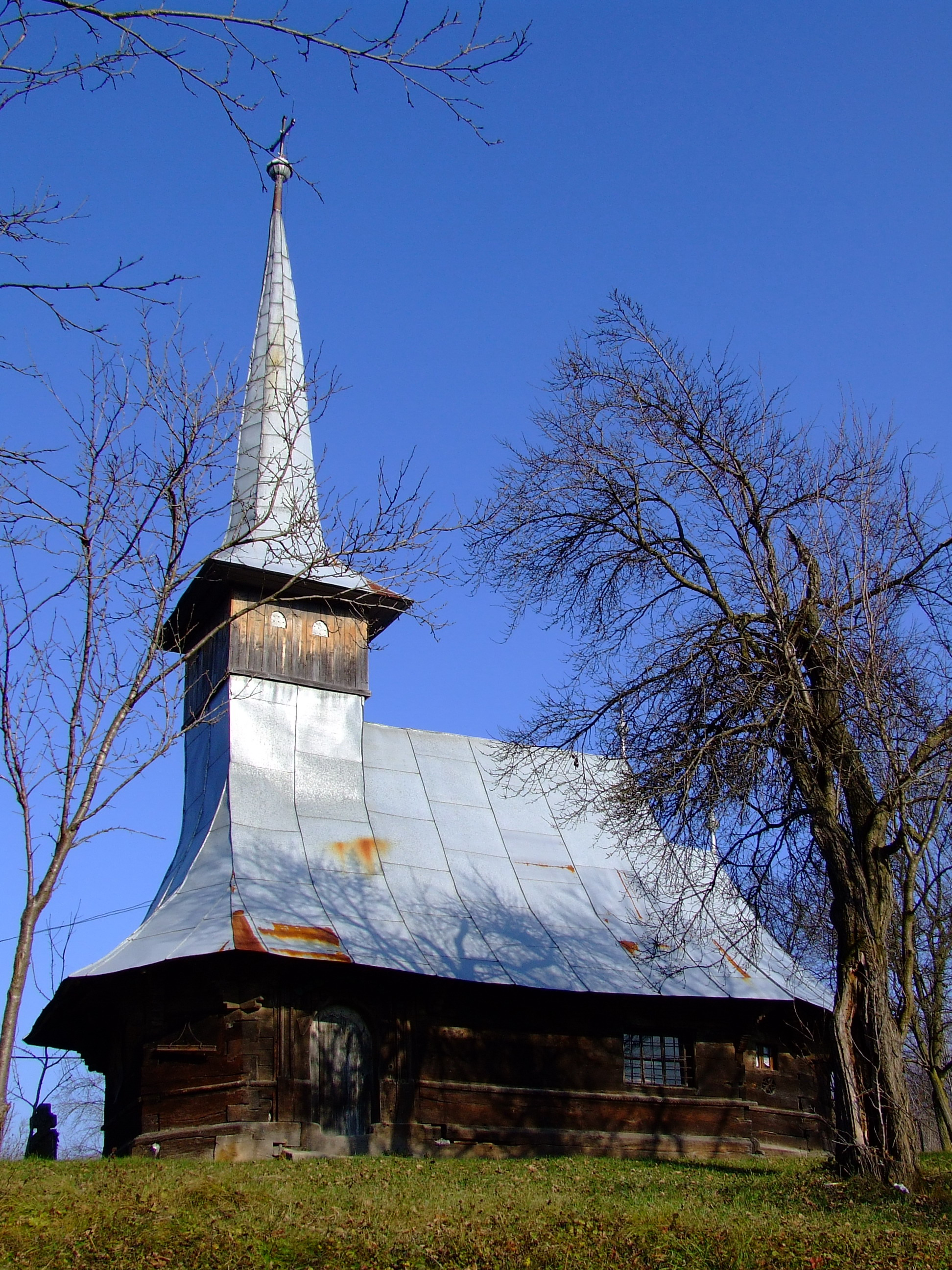
Biserica de lemn din Vădurele

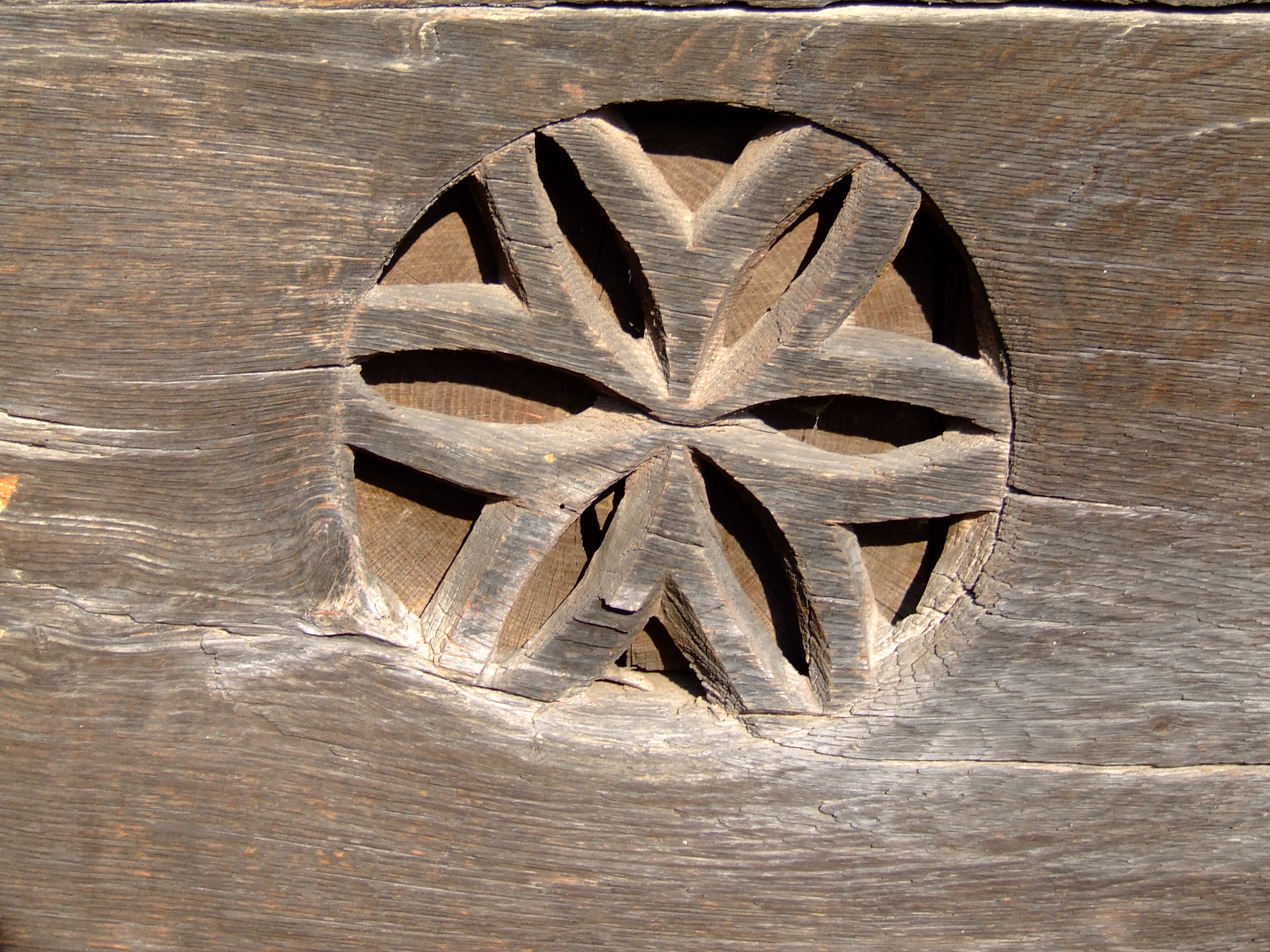
Biserica de lemn din Vădurele. Luminator, 2006

Biserica de lemn din Vădurele se află în localitatea omonimă din județul Sălaj și a fost ridicată cel mai târziu în veacul al 17-lea. O inscripție din 1708 consemnează podirea ei. Biserica se află pe noua listă a monumentelor istorice sub codul LMI:  SJ-II-m-A-05141.